# Рошковиці (Ключборський повіт)
Рошковиці (пол. Roszkowice, нім. Roschkowitz) — село в Польщі, у гміні Бичина Ключборського повіту Опольського воєводства.
Населення — 570 осіб (2011).
У 1975-1998 роках село належало до Опольського воєводства.

## Демографія
Демографічна структура станом на 31 березня 2011 року:
|          | Загалом | Допрацездатний вік | Працездатний вік | Постпрацездатний вік |
| -------- | ------- | ------------------ | ---------------- | -------------------- |
| Чоловіки | 282     | 60                 | 196              | 26                   |
| Жінки    | 288     | 59                 | 169              | 60                   |
| Разом    | 570     | 119                | 365              | 86                   |